# Corgoň
Corgoň (en eslovac:ˈtsɔrɡɔɲ) és una estàtua situada en la ciutat de Nitra a Eslovàquia. Va ser realitzada per Vavrinec Dunajský l'any 1820 i constitueix un símbol de Nitra.

## Història
Segons una llegenda local, Corgoň va ser una persona real que treballava en la metal·lúrgia a Nitra. Era un home de complexió forta en particular de braços musculosos. Sempre que copejava el seu martell, la ciutat superior tremolava com si succeís un terratrèmol. Va influir en la història de la seva ciutat, quan els otomans van assetjar el Castell de Nitra. Els invasors estaven a punt per pujar les parets del castell, quan Corgoň va aparèixer i va començar a fer rodar pedres enormes, i això va provocar la paüra entre els turcs, encara que el que més els va espantar va ser el personatge gegantí ple de carbó i fum i la seva cara ennegrida, veient-lo van fugir immediatament. Així va ser com la ciutat superior de Nitra va sobreviure al primer atac otomà. L'estàtua de Corgoň va encarnar el poder local invencible per a sempre. Hi ha una dita a la zona, aplicada a qui mostra un gran poder, la qual diu: «ser tan poderós com Corgoň».
En l'escultura, Corgoň està descrit com el déu Atlas, segons una llegenda grega Atlas va ser castigat en forma de columna que havia de sostenir, íntegre per sempre, el cel sense que descendís. Més tard Atlas es va representar també portant sobre seu un globus terraqüi.